# Wilthen
Wilthen (hornolužickosrbsky Wjelećin) je město v Horní Lužici v německé spolkové zemi Sasko. Nachází se v zemském okrese Budyšín a má přibližně 4 800 obyvatel.

## Geografie
Město leží přibližně 9 km jižně od okresního města Budyšín ve Šluknovské pahorkatině. Protéká jím potok Butterwasser, jeden z přítoků řeky Sprévy. Wilthenem prochází železniční tratě Oberoderwitz – Wilthen a Budyšín – Bad Schandau.

## Historie
Wilthen byl založen patrně kolem roku 1000 jako lužickosrbská osada, první písemná zmínka však pochází až z roku 1222. Roku 1669 bylo vsi uděleno tržní a městské právo, status města byl obnoven roku 1969.

## Správní členění
Wilthen se dělí na 4 místní části. Názvy v hornolužické srbštině jsou uvedeny v závorkách.
- Irgersdorf (Wostašecy)
- Sora (Zdźar)
- Tautewalde (Tućicy)
- Wilthen (Wjelećin)

## Pamětihodnosti
- rytířský statek s panským domem a římskokatolickým kostelem svaté Barbory
- evangelický kostel
- podstávkové domy